# Georg Völkel
Georg Adolph Max Völkel (* 17. Juni 1902 in Gleiwitz; † 30. Juni 1990 in Berlin) war ein deutscher Bühnen- und Filmschauspieler sowie Hörspielsprecher.

## Leben und Wirken
Der Sohn eines Ökonoms machte nach der Oberprimareife zunächst eine Ausbildung als Bank- und Getreidekaufmann, ehe er 1923 den Beruf wechselte und Schauspieler wurde.
Als Chargendarsteller fand Völkel vor allem auf Berliner Bühnen über mehrere Jahrzehnte ein breites Betätigungsfeld. In den 1930er Jahren war er am Theater am Kurfürstendamm engagiert. Dort spielte er beispielsweise 1935 in Veit Harlans Inszenierung der Dame Kobold den Don Luis, Bruder Don Juans, und 1937 in Paul Wegeners Inszenierung von August Strindbergs Totentanz. Im folgenden Jahr trat er am Lessing-Theater auf. In den 1940er bis 1970er Jahren gehörte Völkel zum Ensemble des Schloßparktheaters und des Schiller-Theaters. Hier spielte er viele Jahre unter Boleslaw Barlog wie 1948 in dessen Inszenierung von Fritz Hochwälders Das heilige Experiment, in Carl Zuckmayers Des Teufels General und 1960 in Jean Giraudoux’ Die Irre von Chaillot. 1959 wirkte er am Schiller-Theater unter der Regie von Fritz Kortner in Schillers Die Räuber mit. Mehrfach verkörperte er Rollen von Henrik Ibsen wie den Regine Engstrand in den Gespenstern und 1979 den Sandstad in Stützen der Gesellschaft unter der Regie von Rolf Schult am Schloßparktheater.
Seit den 1930er Jahren übernahm Völkel auch verschiedene Rollen beim Film. Er spielte den Sohn von Ralph Arthur Roberts in Robert A. Stemmles Komödie Es tut sich was um Mitternacht, in Veit Harlans Kriminalfilm Verwehte Spuren, im tendenziösen Das Gewehr über sowie in Arnold Fancks letzter Filmproduktion, dem Abenteuerfilm Ein Robinson. Nach dem Zweiten Weltkrieg war Völkel hingegen nur noch selten im Film oder später im Fernsehen zu sehen. Dazu zählen R. A. Stemmles Nachkriegssatire Berliner Ballade und die Adaption von Goethes Clavigo mit Klaus Kammer in der Titelrolle.
Überdies arbeitete Völkel als Sprecher für Hörspielproduktionen, etwa als Ocky Milchmann in Unter dem Milchwald von Dylan Thomas.
Georg Völkel lebte in Berlin-Wilmersdorf und starb 1990 im Martin-Luther-Krankenhaus.

## Filmografie (Auswahl)
- 1934: Es tut sich was um Mitternacht
- 1935: Barcarole
- 1935: Das Mädchen Johanna
- 1937: Unter Ausschluß der Öffentlichkeit
- 1938: Zwischen den Eltern
- 1938: Verwehte Spuren
- 1939: Der Polizeifunk meldet
- 1939: Das Gewehr über
- 1940: Ein Robinson
- 1948: Berliner Ballade
- 1961: 1913 (Fernsehfilm)
- 1964: Clavigo (Fernsehfilm)

## Theater
- 1947: Hjalmar Bergman: Der Nobelpreis (Rolf Swedenhjelm) – Regie: Franz Fiedler (Kammerspiele Berlin-Spandau, Moltkestraße)
- 1948: August Jakobson: Die Brüder Kondor (Hans Kondor) – Regie: Hans Stiebner (Theater am Schiffbauerdamm)
- 1948: Jewgeni Schwarz nach Hans Christian Andersen: Die Schneekönigin (Kommerzienrat) – Regie: ? (Haus der Kultur der Sowjetunion Berlin)
- 1949: Jacques Deval: Wir armen Erdenbürger – Regie: Günther Rennert (Schlosspark Theater Berlin)
- 1952: William Shakespeare: König Richard der Zweite – Regie: Heinz Hilpert (Schillertheater Berlin)

## Hörspiele (Auswahl)
- 1950: Besondere Kennzeichen?, RIAS, Regie: Hanns Korngiebel
- 1950: Die kühne Operation, RIAS, Regie: Hanns Korngiebel
- 1951: Der Prozeß, NWDR, Regie: Willi Schmidt
- 1960: Der klingende Musiker, RIAS, Regie: Hanns Korngiebel
- 1961: Graf Öderland, SFB, Regie: Hans Lietzau
- 1964: Leonce und Lena, RIAS, Regie: Willi Schmidt